# Cestrum mononeurum
Cestrum mononeurum är en potatisväxtart som beskrevs av Ignatz Urban och Ekman. Cestrum mononeurum ingår i släktet Cestrum och familjen potatisväxter. Inga underarter finns listade i Catalogue of Life.